# Чернохов
Чернохов (словац. Černochov, угор. Csarnahó) — село в Словаччині в Требішовському окрузі Кошицького краю. Село розташоване на висоті 175 м над рівнем моря. Населення — 221 чол. (78 % — угорці, 22 % — словаки). Вперше згадується в 1298 році. В селі є бібліотека та футбольне поле.

## Населення
| Рік:            | 1994. | 2004.   | 2014.   | 2024.   |
| --------------- | ----- | ------- | ------- | ------- |
| Кількість осіб: | 238   | 223     | 203     | 187     |
| Різниця:        |       | -6,30 % | -8,96 % | -7,88 % |

| Рік:            | 2023. | 2024.   |
| --------------- | ----- | ------- |
| Кількість осіб: | 184   | 187     |
| Різниця:        |       | +1,63 % |